# Shizuo Takada
Shizuo Takada (高田静夫?, Takada Shizuo; Tokyo, 5 agosto 1947) è un dirigente sportivo, arbitro di calcio ed ex calciatore giapponese.

## Carriera

### Arbitro
Subito dopo la laurea conseguita all'università di Tokyo entrò in contatto con l'ambiente calcistico come calciatore (fu scelto per far parte della prima rosa dello Yomiuri, giocandovi come centrocampista sino alla stagione 1973) e, contemporaneamente, come arbitro di quarta divisione. In seguito al passaggio in seconda divisione avvenuto nel 1976 abbandonò l'attività di calciatore per concentrarsi esclusivamente nella carriera arbitrale: approdato in prima divisione nel 1980, fino al 1992 divenne uno degli arbitri principali della Japan Soccer League mantenendo l'incarico anche dopo l'avvento del professionismo nel calcio giapponese.
Arbitro internazionale dal 1984, fu convocato dalla FIFA per i Mondiali del 1986 e del 1990, dove diresse due incontri. Ha avuto modo di dirigere anche delle gare alle Olimpiadi di Seul e dell'edizione 1990 della Coppa d'Africa.

### Dirigente
Ritiratosi dall'attività arbitrale nel 1994, nel 1996 assunse l'incarico di dirigente nel comitato arbitri della Japan Football Association (di cui è stato nominato presidente onorario nel 2006) per poi passare, nel 1998, al medesimo ruolo nella AFC.